# Quả tim thép
Quả tim thép (giản thể: 机器之血; phồn thể: 機器之血; Hán-Việt: Cơ khí chí huyết, tiếng Anh: Bleeding Steel) là một bộ phim điện ảnh Trung Quốc thuộc thể loại hành động – khoa học viễn tưởng – giật gân ra mắt vào năm 2017 do Trương Lập Gia làm đạo diễn kiêm viết kịch bản, với sự tham gia diễn xuất của các diễn viên gồm Thành Long, La Chí Tường, Âu Dương Na Na, Hạ Hầu Vân San, Callan Mulvey và Tess Haubrich. Tác phẩm theo chân Lâm Đông, một cảnh sát dẫn dắt đội đặc nhiệm chống khủng bố lần theo dấu vết về những bí mật ẩn giấu trong chương trình thí nghiệm y học mờ ám, nổi bật nhất chính là chương trình về Nancy – một cô gái trẻ với trái tim thép.
Quả tim thép có buổi công chiếu tại Trung Quốc vào ngày 22 tháng 12 năm 2017, bộ phim sau đó được phát hành tại Việt Nam vào ngày 9 tháng 2 năm 2018 và tại Mỹ vào ngày 6 tháng 7 cùng năm. Nhận về những lời đánh giá đa phần là trái chiều đến chỉ trích từ giới chuyên môn sau khi ra mắt, tác phẩm là một thất bại về mặt doanh thu khi chỉ thu về 48,8 triệu USD so với kinh phí sản xuất 65 triệu USD.

## Nội dung
Trong nhiệm vụ bí mật bảo vệ tiến sĩ James – một nhà khoa học tài ba khỏi sự săn lùng của một tổ chức tội phạm nguy hiểm, một đội đặc nhiệm chống khủng bố dưới sự dẫn dắt của Lâm Đông bất ngờ bị lôi kéo vào một âm mưu lớn ẩn chứa nhiều bí mật quốc gia. Trong suốt thời gian bên cạnh bảo vệ nhà khoa học, Lâm Đông dần phát hiện những góc khuất ẩn sâu trong những chương trình thí nghiệm y học mờ ám của nhà khoa học này, trong số đó đặc biệt nhất là chương trình về một cô gái trẻ mang trong mình một trái tim thép có tên là Nancy. Lo sợ chương trình này có nguy cơ trở thành tiền đề của một loại vũ khí mới đe dọa sự sống trên toàn thế giới, Lâm Đông cùng với đội đặc nhiệm hợp tác với chuyên gia hacker Lý Sâm để cùng nhau chiến đấu chống lại chương trình thí nghiệm y học tàn ác này nhằm cứu lấy hòa bình cho tương lai.

## Diễn viên
- Thành Long trong vai Lâm Đông[6]
- La Chí Tường trong vai Lý Sâm[7]
- Âu Dương Na Na trong vai Nancy/Tây Tây[7]
- Hạ Hầu Vân San trong vai Susan[7]
- Callan Mulvey trong vai Andre[6]
- Tess Haubrich trong vai người đàn bà áo đen[7]
- Kym Gyngell trong vai tiến sĩ James[6]
- Damien Garvey trong vai Rick Rogers
- Gillian Jones trong vai phù thủy
- Cosentino trong vai chính anh